# Бендел Иншурэнс
«Бендел Иншурэнс» (англ. Bendel Insurance Football Club) — нигерийский футбольный клуб из Бенин-Сити. Выступает в Национальной Лиге Нигерии — втором дивизионе в структуре нигерийского клубного чемпионата по футболу. Основан в 1972 году. Домашние матчи проводит на стадионе «Самуэль Огбемудиа», вмещающем 20 000 зрителей.

## История
«Бендел Иншурэнс» является одним из шести клубов-основателей нигерийской Премьер-лиги в 1972 году. За свою историю «Гадюки» дважды становились чемпионами страны и трижды выигрывали Кубок Нигерии, правда, успехи эти датируются 70-ми годами 20-го века. Из успехов на международной арене стоить отметить выход клуба в полуфинал Кубка чемпионов 1980 года, а также победу в Кубке КАФ в 1994 году, где в финале со счетом 3:1 по итогам двух матчей был повержен ангольский «Примейру ди Маю» из Бенгелы. В сезоне 2007/08 «Гадюк» потряс сильнейший удар — во многом из-за финансовых проблем команда заняла последнее, двадцатое, место в чемпионате Нигерии и впервые за свою историю покинула Премьер-лигу.

## Достижения

### Местные
- Чемпион Нигерии — 2 (1973, 1979)

- Обладатель Кубка Нигерии — (1972, 1978, 1980)

### Международные
- Кубок Конфедерации КАФ (1)
  - Победитель: 1994